# Slobozia (Mołdawia)
Slobozia (ros. Слободзея, Słobodzieja, ukr. Слободзея, Słobodzeja) – miasto w Mołdawii, w Naddniestrzu, nad Dniestrem, siedziba administracyjna rejonu Slobozia. W 2006 roku liczyła ok. 14 tys. mieszkańców.